# NGC 2536
NGC 2536位於巨蟹座，是正與NGC 2535進行交互作用中的一個棒旋星系。這兩個星系被一起列在特殊星系圖集中，是螺旋星系與高表面亮度星系作用的一個例子。

## 外部連結
- Spitzer Space Telescope page on NGC 2536